# Banijay Group
Banijay Group SAS (anteriormente Banijay Entertainment, o simplemente Banijay desde 2020) es una empresa multinacional francesa de producción y distribución con sede en París. La empresa fue fundada en enero de 2008 por Stéphane Courbit y posee más de 120 empresas de producción en 22 países.
La compañía tiene los derechos de varios formatos de reality shows de renombre y sus programas asociados, incluidos Big Brother, Deal or No Deal, The Money Drop, Fear Factor, MasterChef, Your Face Sounds Familiar, Survivor, y también produce series como Peaky Blinders y Black Mirror. La compañía se ha expandido a lo largo de los años a través de múltiples adquisiciones, incluidas sus compras de Zodiak Media en 2016 y Endemol Shine Group en 2020, cuando acortó su nombre a simplemente Banijay.

## Historia
En 2009, Banijay adquirió el 51% de la productora española Cuarzo Producciones el 12 de enero, el 50% de la productora alemana Brainpool TV el 2 de julio y toda la división de televisión del estudio de cine con sede en Copenhague Nordisk Film el 12 de octubre. En marzo de 2010, Banijay adquirió la productora estadounidense Bunim/Murray Productions por un monto no revelado.
En septiembre de 2012, Banijay adquirió una participación mayoritaria en la productora australiana Screentime, que incluía una división de Nueva Zelanda (Screentime New Zealand) y una participación del 49% en el productor irlandés Shinawil, que se vendió en 2015. Ese mismo año, el canal de celebridades francés Non Stop People y H2O Productions de Cyril Hanouna se convirtieron en nuevos miembros del Grupo, seguidos en 2013 por la productora italiana Ambra Multimedia y la productora española DLO Producciones.
En abril de 2014, Banijay lanzó Banijay Studios North America en Los Ángeles, California. El 9 de enero de 2015, Banijay adquirió Stephen David Entertainment, con sede en la ciudad de Nueva York.
En julio de 2015, Banijay Group anunció que se fusionaría con Zodiak Media; la fusión se completó en febrero de 2016. Desde entonces, Banijay Group continúa creciendo, tanto interna como externamente.
En julio de 2017, Banijay Group adquirió la productora Survivor Castaway Television Productions. En febrero de 2018, Banijay Group adquirió la empresa británica Wonder.
En junio de 2018, se crearon tres nuevas unidades, Banijay Studios Italy, Banijay Asia y Banijay Productions Germany.
En octubre de 2018, Banijay inició conversaciones avanzadas para adquirir su rival Endemol Shine Group, con un acuerdo aprobado un año después, el 26 de octubre de 2019. El 30 de junio de 2020, la Comisión Europea aprobó la compra de Endemol Shine por parte de Banijay. La compra se completó el 3 de julio de 2020.

## Activos
Los activos propiedad de Banijay incluyen:
| - Adventure Line Productions - Banijay Production Media - Banijay Productions - Banijay Studios France - GTV Productions - Banijay Talent - Daze MGMT - DMLS TV - Endemol France - Shine Fiction - Endemol Production | - H2O Productions - Jereluc - Marathon Studio - Monello Productions - KM Production - Non Stop People - Shauna Events - Talent Lab - Terence Films - Upper Talent |

| - 4Friends Film - 4Friends Music - Atlantis Film - Aurora TV - Banijay Italia - L'Officina (empresa conjunta con Fabio Fazio) | - Banijay Nonpanic - Banijay Studios Italy - Endemol Shine Italy - Funwood Media - ITV Movie |

| - Banijay Finland - Metronome Productions A/S (Dinamarca) - Endemol Shine Finland - Rubicon TV AS (Noruega) - Filmlance International AB (Suecia) - Jarowskij (Suecia) - Mastiff Television (Dinamarca/Noruega/Suecia) - Meter Television AB (Suecia) - Mag5 Content AB (Suecia) | - Metronome Post AB (Suecia) - Nordisk Film TV (Dinamarca/Noruega/Suecia) - Pineapple Entertainment (Dinamarca) - Respirator (Dinamarca) - STO-CPH Produktion AB (Suecia) - Jarowskij Finland - Banijay Nordic Mobile |

| - Cuarzo Producciones - Dlo/Magnolia - Dlo Productions - Endemol Portugal - Endemol Shine Iberia - Funwood Media - IMA - Shine Iberia - Diagonal TV | - Gestmusic - Telegenia - Zeppelin TV - Tuiwok Estudios |

| - BlackLight (anteriormente Touchpaper Television) - Castaway Television Productions - The Comedy Unit - Cut & Mustard - Douglas Road Productions Limited - Dragonfly Film and Television - Darlow Smithson Productions - Electric Robin - Fearless Minds - Fifty Fathoms - House of Tomorrow - Initial - IWC Media - Kudos - Neon Ink Productions - The Natural Studios (empresa conjunta con Bear Grylls y Delbert Shoopman) - OP Talent | - RDF Television - Fizz - RDF West - Remarkable Television - Sharp Jack TV - Shine TV - Shiny Button Productions - Sidney Street - Simon's Cat Ltd. - Tiger Aspect Productions - Tiger Aspect Drama - Tiger Aspect Kids and Family - Tiger Aspect Comedy - Wild Mercury Productions - Wonder - Little Wonder - Workerbee - Yellow Bird UK - Zeppotron - Definitely |

| - Banijay Studios North America - Endemol Shine North America - 51 Minds - Authentic Entertainment - Endemol Shine Latino - Truly Original | - Endemol Shine Boomdog - Bunim/Murray Productions (Estados Unidos) - Yellow Bird US (empresa conjunta con Yellow Bird) - Stephen David Entertainment |